# Yasuhiro Kojima
Yasuhiro Kojima (22 de julio de 1937 - 27 de noviembre de 1999) fue un luchador profesional estadounidense y entrenó a Hulk Hogan, "Mr Wonderful", Paul Orndorff, Lex Luger, Ron Simmons, y otros luchadores profesionales. Es más conocido como Hiro Matsuda, una identidad que lleva desde que luchaba en el sur de los Estados Unidos. Muy famoso por sus entrenamientos: como la famosísima historia con Hulk Hogan, un joven Hogan en su primer día como luchador. Fue tan exitoso el entreno de Kojima, que lo contrataron en la escuela "Matsuda". Estaba impresionado de sus capacidades, así que se dedicó al entrenamiento desde ese día.

## Carrera luchística
En sus principios, luchó con su nombre real en la Japanese Wrestling Association, pero dejó Japón para irse a Latinoamérica para luchar. Poco después volvió a Japón para formar pareja con Antonio Inoki, lo que fue el principio de una gran amistad.
Después, fichó por la "Jim Crockett Promotion" como canalla, bj en el feudo Lex Luger contra Dusty Rhodes. Estuvo en la esquina de Luger. Durante el feudo, desarrolló el Cobra Clutch, y por eso le apodaron "The Master of the Japanese Sleeper". Utilizó esta llave por primera vez contra Johnny Weaver, que estaba en la esquina de Rhodes.
Luego, se incorporó en la World Championship Wrestling como mánager en 1989, estando en el equipo de Terry Funk, The J-Tex Corporation, como agente de negocios de Japón.

## Muerte
Murió el 27 de noviembre de 1999, en Tampa, Florida a la edad de 62 años, por un cáncer.

## En lucha
- Movimientos finales
  - Japanese Sleeper (Cobra clutch)

- Luchadores gestionados
  - Yamasaki Corporation (Ric Flair, Barry Windham, Kendall Windham, Michael Hayes, Butch Reed)

- Apodos
  - "The Master of the Japanese Sleeper"

## Championships and accomplishments
- Championship Wrestling from Florida

- NWA Florida Tag Team Championship (4 veces) - con Mr. Wrestling (1), Bob Orton (1), y Missouri Mauler (2)
- NWA Southern Heavyweight Championship (Florida version) (4 veces)
- NWA World Junior Heavyweight Championship (2 veces)
- NWA World Tag Team Championship (Florida Version) (5 veces) - con Duke Keomuka (4) and Dick Steinborn (1)

- Japan Wrestling Association

- JWA All Asia Tag Team Championship (1 vez) - con Michiaki Yoshimura

- New Japan Pro Wrestling
  - NWA North American Tag Team Championship (Los Angeles/Japan version) (1 vez) - con Masa Saito
- NWA Mid-America

- NWA World Tag Team Championship (Mid-America Version) (1 vez) - con Kanji Inoki